# 325

325(삼백이십오)는 324보다 크고 326보다 작은 자연수다.

## 수학
- 합성수로, 그 약수는 1, 5, 13, 25, 65, 325다. 진약수의 합은 109이므로, 325는 부족수다.
- 25번째 삼각수다. 앞의 삼각수는 300, 다음은 351이다.
- 10번째 구각수다. 앞의 구각수는 261, 다음은 396이다.
- 피타고라스 삼조의 빗변의 길이이다.
  - {\displaystyle 36^{2}+323^{2}=325^{2}}[a]
  - {\displaystyle 204^{2}+253^{2}=325^{2}}[b]
- {\displaystyle 325=6^{2}+17^{2}=10^{2}+15^{2}}
  - 서로 다른 두 자연수의 제곱합으로 나타낼 수 있다.
  - 연속하는 두 개의 {\displaystyle 5n}({\displaystyle n}은 자연수)의 제곱합으로 나타낼 수 있으며, 이 성질을 지닌 앞의 수는 125, 다음 수는 625다.
  - 연속하는 두 삼각수의 제곱합으로 나타낼 수 있으며, 이 성질을 지닌 앞의 수는 136, 다음 수는 666이다.
- {\displaystyle 325=18^{2}+1}
- {\displaystyle 51^{2}-1}은 325로 나누어떨어진다.

## 교통

### 철도
- 수도권 전철 3호선 무악재역의 역번호.
- 대구 도시철도 3호선 원대역의 역번호.

### 도로
- 일본 325번 국도(일본어판): 후쿠오카현 구루메시에서 미야자키현 니시우스키군 다카치호정까지 이어지는 일본의 국도.
- 325번 지방도: 충청북도 진천군 백곡면에서 경기도 광주시 퇴촌면까지 이어지는 대한민국의 지방도.

## 군사
- LST-325(영어판): 제2차 세계 대전에 사용된 미국의 전차상륙함. 제2차 세계 대전의 종전 후 그리스 해군에 편입되어 사용되기도 했다.
- U-325(영어판, 독일어판): 제2차 세계 대전에 사용된 나치 독일의 군용 잠수함.

## 문화유산
- 대한민국의 국보 제325호: 기사계첩
- 대한민국의 보물 제325호: 칠곡 송림사 오층전탑 사리장엄구

## 방송
- U+ TV의 캐리TV 채널 번호.

## 기타
- 날짜: 3월 25일
- 연도: 325년, 기원전 325년